# Onàsim
Onàsim (en grec antic: Ὀνάσιμος, llatí: Onasimus) fou un autor de l'antiga Grècia que va viure al segle iii i va escriure diversos tractats de retòrica. Era fill d'Àpsines i pare d'Àpsines el Jove.
Segons la Suda, Onàsim va ser un historiador i sofista natural de Xipre o Esparta, que va viure en temps de Constantí (324-337) i era fill d'Àpsines. Com que Àpsines va morir cap a mitjan segle iii, no pot ser el pare d'Onàsim, i per resoldre això la Suda creà un tercer Àpsines, que hauria viscut una mica més tard i seria el pare d'Onàsim.
En realitat, d'Àpsines solament n'hi ha dos, avi i net; en canvi, sembla que, sota el nom d'Onàsim, s'amaguen dos autors: per una banda, el sofista, fill d'Àpsines i pare d'Àpsines, natural d'Atenes i autor de les obres esmentades per la Suda, totes sobre retòrica (στάσεων διαιρέσεις, τέχνη δικανικὴ πρὸς Ἀψίνην, περὶ ἀντιρρητικῆς τέχνης, προγυμνάσματα, μελέται, encomis i altres obres); i, per altra banda, l'historiador, natural de Xipre o Esparta i que hauria viscut en temps de Constantí. Aquest historiador seria el mateix que l'Onèsim[la] esmentat per Flavi Vopisc, un dels autors de la Història Augusta, com a una de les seves fonts. És probable que els noms estiguin girats: el sofista seria Onèsim, mentre que l'historiador, vinculat a Esparta, seria conegut amb la forma dòrica, Onàsim.